# Амурские столбы
Скальные обнажения «Амурские столбы» — памятник природы местного значения. Расположен в 134 км от Комсомольска-на-Амуре ниже по течению реки Амур в районе села Нижнетамбовское, на левом берегу. Скалы представляют собой гранитные столбы различной формы высотой от 12 до 70 метров, расположенные на вершине и склонах сопки высотой 885,8 метра. Отдельные группы скал имеют названия: Шаман-камень, Стены, Чаша, Церковь, Корона.